# Crimezone Thriller Awards
Mit dem Crimezone Thriller Award werden die besten Thriller des Jahres in verschiedenen Kategorien ausgezeichnet: Der beste Thriller in niederländischer Sprache, der beste internationale Thriller und der beste Erstlingsroman.
Die Auszeichnung wurde von der renommierten niederländischen Krimi-Website Crimezone.nl ins Leben gerufen und hieß bis 2008 De Zilveren Vingerafdruk. Für die Bewertung werden Romane erfasst, deren Veröffentlichung zwischen dem 1. September des Vorjahres und dem 1. September des laufenden Jahres erfolgt. Die Gewinner werden jeweils im folgenden Februar bekannt gegeben. Seit 2013 heißen die Auszeichnungen Hebban Thriller Awards.

## Kategorien
| Kategorie                        | Originaltitel               | verliehen seit |
| -------------------------------- | --------------------------- | -------------- |
| Bester niederländischer Thriller | Categorie „Nederlandstalig“ | 2002           |
| Bester internationaler Thriller  | Categorie „Buitenland“      | 2002           |
| Bester Erstlingsroman            | Categorie „Debuut“          | 2004           |

## Preisträger

### Bester niederländischer Thriller – Categorie „Nederlandstalig“
Keine Verleihung 2008
| Jahr | Preisträger          | Originaltitel Verlag, Ort Jahr                          | Deutscher Titel Verlag, Ort Jahr                     |
| ---- | -------------------- | ------------------------------------------------------- | ---------------------------------------------------- |
| 2002 | Pieter Aspe          | De vijfde macht Manteau, Antwerpen 2002                 |                                                      |
| 2003 | Pieter Aspe          | Pandora Manteau, Antwerpen 2003                         |                                                      |
| 2004 | Saskia Noort         | De eetclub Anthos, Amsterdam 2004                       | Und hüte dich vor dem Bösen Wunderlich, Reinbek 2007 |
| 2005 | Johanna Spaey        | Dood van een soldaat Manteau, Antwerpen 2005            |                                                      |
| 2006 | Esther Verhoef       | Rendez-vous Anthos, Amsterdam 2006                      | Der Geliebte btb, München 2009                       |
| 2007 | Esther Verhoef       | Close-up Anthos, Amsterdam 2006                         | Hingabe btb, München 2010                            |
| 2009 | Simone van der Vlugt | Blauw water Anthos, Amsterdam 2008                      | Rettungslos Diana, München 2009                      |
| 2010 | Simone van der Vlugt | Op klaarlichte dag Anthos, Amsterdam 2010               | Am helllichten Tag Diana, München 2013               |
| 2011 | Corine Hartman       | Als de dod Karakter, Uithorn 2011                       |                                                      |
| 2012 | Charles den Tex      | De vriend De Geus, Breda 2012                           |                                                      |
| 2013 | Corine Hartman       | Bloedlijn Karakter, Uithorn 2013                        |                                                      |
| 2014 | Esther Verhoef       | De kraamhulp Anthos, Amsterdam 2014                     |                                                      |
| 2015 | Kim Moelands         | De vrouw in de spiegel A. W. Bruna Fictie, Utrecht 2015 |                                                      |

Verlags- und Jahresangaben beziehen sich auf die Original- bzw. deutschen Erstausgaben

### Bester internationaler Thriller – Categorie „Buitenland“
Keine Verleihung 2006 und 2008
| Jahr | Preisträger Nationalität           | Niederländischer Titel Verlag, Ort Jahr                 | Originaltitel Verlag, Ort Jahr                  | Deutscher Titel Verlag, Ort Jahr                               |
| ---- | ---------------------------------- | ------------------------------------------------------- | ----------------------------------------------- | -------------------------------------------------------------- |
| 2002 | Nicci French England               | De bewoonde wereld Anthos, Amsterdam 2002               | Land of the Living Michael Joseph, London 2002  | In seiner Hand C. Bertelsmann, München 2003                    |
| 2003 | Nicci French England               | De verborgen glimlach Stichting, Den Haag 2004          | Secret Smile Penguin Books, London 2003         | Der falsche Freund C. Bertelsmann, München 2004                |
| 2004 | Dan Brown Vereinigte Staaten       | De Da Vinci Code Luitingh-Sijthoff, Amsterdam 2004      | The Da Vinci Code Doubleday, New York 2003      | Sakrileg Lübbe, Bergisch Gladbach 2004                         |
| 2005 | Henning Mankell Schweden           | Terugkeer van de dansleraar De Geus, Breda 2005         | Danslärarens återkomst Ordfront, Stockholm 2001 | Die Rückkehr des Tanzlehrers Zsolnay, Wien 2002                |
| 2007 | Karin Slaughter Vereinigte Staaten | Onaantastbaar Cargo, Amsterdam 2007                     | Beyond Reach Delacorte, New York 2007           | Zerstört Blanvalet, München 2009                               |
| 2009 | Karin Slaughter Vereinigte Staaten | Versplinterd Cargo, Amsterdam 2008                      | Fractured Delacorte, New York 2008              | Entsetzen Blanvalet, München 2008                              |
| 2010 | Henning Mankell Schweden           | De gekwelde man De Geus, Breda 2010                     | Den orolige mannen Leopard, Stockholm 2009      | Der Feind im Schatten Zsolnay, Wien 2010                       |
| 2011 | Karin Slaughter Vereinigte Staaten | Gevallen Cargo, Amsterdam 2011                          | Fallen Delacorte, New York 2011                 | Harter Schnitt Blanvalet, München 2013                         |
| 2012 | Tess Gerritsen Vereinigte Staaten  | Het stille meisje De Geus, Breda 2010                   | The Silent Girl Ballantine Books, New York 2011 | Grabesstille Limes, München 2012                               |
| 2013 | Karin Slaughter Vereinigte Staaten | Stille zonde Cargo, Amsterdam 2013                      | Unseen Delacorte, New York 2013                 | Schwarze Wut Blanvalet, München 2016                           |
| 2014 | Terry Hayes England                | Ik ben Pelgrim A. W. Bruna Fictie, Utrecht 2014         | I am Pilgrim Emily Bestler Books, New York 2014 | Faceless: Der Tod hat kein Gesicht Page & Turner, München 2015 |
| 2015 | Paula Hawkins England              | Het meisje in de trein A. W. Bruna Fictie, Utrecht 2015 | Girl on the Train Doubleday, London 2015        | Girl on the Train Blanvalet, München 2015                      |

Verlags- und Jahresangaben beziehen sich auf die Original- bzw. niederländischen und deutschen und Erstausgaben

### Bester Erstlingsroman – Categorie „Debuut“
Keine Verleihung 2006–2009
| Jahr | Preisträger Nationalität         | Niederländischer Titel Verlag, Ort Jahr        | Originaltitel Verlag, Ort Jahr                         | Deutscher Titel Verlag, Ort Jahr                   |
| ---- | -------------------------------- | ---------------------------------------------- | ------------------------------------------------------ | -------------------------------------------------- |
| 2004 | Simone van der Vlugt Niederlande | De reünie Anthos, Amsterdam 2004               | wie vor                                                | Klassentreffen Diana, München 2006                 |
| 2005 | Carlos Ruiz Zafón Spanien        | De schaduw van de wind Signature, Utrecht 2004 | La sombra del viento Planeta, Mexico 2003              | Der Schatten des Windes Insel, Frankfurt/M. 2003   |
| 2010 | Jane Casey Irland                | Spoorloos Anthos, Amsterdam 2010               | The Missing Ebury, London 2010                         | Die Vermissten Blanvalet, München 2011             |
| 2011 | S. J. Watson England             | Voor ik ga slapen Anthos, Amsterdam 2011       | Before I Go to Sleep HarperCollins, Toronto 2011       | Ich.darf.nicht.schlafen. Scherz, Frankfurt/M. 2011 |
| 2012 | Elizabeth Haynes England         | Waarheen je ook vlucht Cargo, Amsterdam 2011   | Into the Darkest Corner Myriad Editions, Brighton 2011 | Wohin du auch fliehst Diana, München 2011          |
| 2013 | Arjen Lubach Niederlande         | IV Podium, Amsterdam 2013                      | wie vor                                                |                                                    |
| 2014 | Bronja Hoffschlag Niederlande    | De dode kamer Agemo, Rotterdam 2013            |                                                        |                                                    |

Verlags- und Jahresangaben beziehen sich auf die Original- bzw. niederländischen und deutschen und Erstausgaben